# Critérium des 4 ans
Groupe I
Le Critérium des 4 ans, anciennement Prix Conquérant, est une course hippique de trot attelé se déroulant au mois de septembre sur l'hippodrome de Vincennes (en mai avant 2022).
C'est une course de Groupe I réservée aux chevaux de 4 ans, hongres exclus, ayant gagné au moins 32 000 €.
L'épreuve est créée en 1924 sous le nom de Prix Conquérant et prend son nom actuel en 1936. Elle voit s'affronter les meilleurs trotteurs français de 4 ans, et permet de situer les chevaux. Les plus grands cracks ont souvent inscrits leur nom au palmarès de cette course, à l'image de Gélinotte, Jamin, Roquépine, Idéal du Gazeau, Ténor de Baune, Général du Pommeau ou Timoko.
Le Critérium des 4 ans se court sur la distance de 2 850 mètres, départ volté depuis 1999. De 1924 à 1985, la distance était de 2 800 mètres, puis on est passé à 2 775 mètres avant de revenir à 2 800 mètres, pour finir aux 2 850 mètres actuels. L'allocation s'élève à 300 000 €, dont 135 000 € au vainqueur.
Le record de la course est détenu par Énino du Pommereux depuis 2018 en 1'11"7, égalé par Hastronaute en 2021.
Son ancien nom honore l'étalon Conquérant, chef de race du trotteur français. Dès les premières réunions de trot parisiennes, cet étalon fondateur a une course importante à son nom : un Prix Conquérant est créé en juin 1879 au trot monté pour chevaux de 4 ans à Maisons-Laffitte, en même temps que les Prix d'Essai et Bayadère. Comme ces deux classiques, la course émigre sur l'hippodrome de Vincennes l'année suivante, puis sur l'éphémère hippodrome de Neuilly-Levallois en 1895, puis à Saint-Cloud en 1902 jusqu'à la Première Guerre mondiale. En 1919, elle a lieu à nouveau à Vincennes dans les mêmes conditions, mais l'année suivante elle est un critérium des 3 ans avant l'heure, à l'attelé, jusqu'en 1923. Après la Seconde Guerre mondiale, le nom est repris pour une course importante pour 4 ans au trot monté et est gagnée notamment par Fandango en 1953.

## Palmarès depuis 1950
| Année | Vainqueur          | Père               | Driver                 | Entraîneur            | Propriétaire           | Deuxième           | Troisième          | Réd.km |
| ----- | ------------------ | ------------------ | ---------------------- | --------------------- | ---------------------- | ------------------ | ------------------ | ------ |
| 2024  | Keep Going         | Follow You         | Éric Raffin            | Mathieu Mottier       | José Davet             | Koctel du Dain     | Ksar               | 1'12"5 |
| 2023  | Josh Power         | Offshore Dream     | Sébastien Ernault      | Sébastien Ernault     | Écurie BG Trot         | Just a Gigolo      | Just Love You      | 1'12"2 |
| 2022  | Italiano Vero      | Ready Cash         | David Thomain          | Philippe Allaire      | Philippe Allaire       | Inmarosa           | Izoard Védaquais   | 1'13"5 |
| 2021  | Hastronaute        | Booster Winner     | Matthieu Abrivard      | Yannick Henry         | Yannick Henry          | Hanna des Molles   | Hohneck            | 1'11"7 |
| 2020  | Gunilla d'Atout    | Ready Cash         | Björn Goop             | Sébastien Guarato     | Ecurie St Martin       | Gu d'Héripré       | Gotland            | 1'12"9 |
| 2019  | Falcao de Laurma   | Uniclove           | Franck Nivard          | Thierry Duvaldestin   | Armand Speisser        | Frisbee d'Am       | Fric du Chêne      | 1'13"2 |
| 2018  | Énino du Pommereux | Coktail Jet        | Jean-Michel Bazire     | Sylvain Roger         | Noël Lolic             | Erminig d'Oliverie | Express Jet        | 1'11"7 |
| 2017  | Darling de Reux    | Prodigious         | David Thomain          | Sébastien Guarato     | Écurie Winner          | Draft Life         | Dragon des Racques | 1'12"2 |
| 2016  | Charly du Noyer    | Ready Cash         | Yoann Lebourgeois      | Philippe Allaire      | Olivier-Henri Thomas   | Coup de Poker      | Cahal des Rioults  | 1'12"5 |
| 2015  | Bird Parker        | Ready Cash         | Jos Verbeeck           | Philippe Allaire      | Élizabeth Allaire      | Briac Dark         | Bolero Love        | 1'13"2 |
| 2014  | Akim du Cap Vert   | First de Retz      | Franck Anne            | Franck Anne           | Franck Anne            | Aladin d'Écajeul   | Athos des Elfes    | 1'11"8 |
| 2013  | Voltigeur de Myrt  | Opus Viervil       | Dominik Locqueneux     | Roberto Donati        | Écurie Donati          | Volcan d'Urzy      | Vigove             | 1'13"  |
| 2012  | Unique Quick       | Prince d'Espace    | Franck Leblanc         | Franck Leblanc        | Écurie Quick Star      | Un Mec d'Héripré   | Ubriaco            | 1'12"9 |
| 2011  | Timoko             | Imoko              | Richard Westerink      | Richard Westerink     | Richard Westerink      | Treskool du Caux   | The Lovely Gwen    | 1'12"7 |
| 2010  | Speedy Blue        | Écho               | Yves Dreux             | Jean-Philippe Mary    | Claudic Buguet         | Sancho du Glay     | Severino           | 1'13"4 |
| 2009  | Rolling d'Héripré  | Dahir de Prelong   | Christophe Martens     | Fabrice Souloy        | Écurie d'Héripré       | Rieussec           | Roc Meslois        | 1'12"8 |
| 2008  | Quaro              | Kiwi               | Jean-Michel Bazire     | Fabrice Souloy        | Manuel Garcia          | Quel Amour Dudel   | Qualita Bourbon    | 1'13"3 |
| 2007  | Pirogue Jenilou    | Blue Eyes America  | Bernard Piton          | Louis Baudron         | Louis Baudron          | Prince d'Espace    | Prodigious         | 1'13"1 |
| 2006  | Orlando Vici       | Quadrophénio       | Jean-Michel Bazire     | Fabrice Souloy        | Écurie AB Trot         | Olitro             | Oiseau de Feux     | 1'14"2 |
| 2005  | Nikita du Rib      | Hulk des Champs    | Jean-Loïc-Cl. Dersoir  | Joël Hallais          | Écurie Rib             | Neutron du Cébé    | Nobody du Chêne    | 1'13"  |
| 2004  | Memphis du Rib     | Elvis de Rossignol | Jean-Loïc-Cl. Dersoir  | Joël Hallais          | Écurie Rib             | Montesicar         | Mage de la Mérité  | 1'15"2 |
| 2003  | Lulo Josselyn      | Ténor de Baune     | Thierry Duvaldestin    | Thierry Duvaldestin   | Daniel Lacroix         | Loumana Flor       | Lazio du Bourg     | 1'13"8 |
| 2002  | Korean             | Dahir de Prélong   | Jean-Michel Bazire     | Fabrice Souloy        | Écurie Le Trémont      | Kérido du Donjon   | Krac Spécial       | 1'14"7 |
| 2001  | Jasmin de Flore    | Vivier de Montfort | Jean-Michel Bazire     | Michaël-Jean Ruault   | Philippe Dauphin       | Jain de Béval      | Jam Pridem         | 1'15"4 |
| 2000  | Ipson de Mormal    | Biesolo            | Ulf Nordin             | Ulf Nordin            | Édouard Genin          | Install            | Idas du Goutier    | 1'15"3 |
| 1999  | Hermès Perrine     | Ténor de Baune     | Jean-Baptiste Bossuet  | Jean-Baptiste Bossuet | Écurie Ténor           | Hulk des Champs    | Hudo de Ray        | 1'15"4 |
| 1998  | Général du Pommeau | Sébrazac           | Jules Lepennetier      | Jules Lepennetier     | Jacky Grisanti         | Gavroche Perrine   | Ganymède           | 1'15"8 |
| 1997  | Fleuron Perrine    | Ténor de Baune     | Jean-Baptiste Bossuet  | Jean-Baptiste Bossuet | Écurie Ténor           | Florilège          | Full Account       | 1'15"5 |
| 1996  | Extreme Dream      | Quito de Talonay   | Anders Lindqvist       | Jean-Pierre Dubois    | Daniel Wildenstein     | Erestan des Rondes | Écho               | 1'15"4 |
| 1995  | Défi d'Aunou       | Armbro Goal        | Jean-Étienne Dubois    | Jean-Étienne Dubois   | Jean-Étienne Dubois    | Dahir de Prélong   | Dance Marathon     | 1'17"6 |
| 1994  | Cygnus d'Odyssée   | Workaholic         | Jean-Philippe Dubois   | Jean-Philippe Dubois  | Daniel Wildenstein     | Cèdre du Vivier    | César d'Argos      | 1'15"1 |
| 1993  | Buvetier d'Aunou   | Royal Prestige     | Jean-Pierre Dubois     | Jean-Pierre Dubois    | Jean-Pierre Dubois     | Bragi              | Boy du Pré         | 1'17"3 |
| 1992  | Artiste du But     | Ianthin            | Nicolas Roussel        | Alain Roussel         | Daniel Wildenstein     | As du Clos         | Axe des Sarts      | 1'16"  |
| 1991  | Verdict Gédé       | Kagino             | Jean-Claude Hallais    | Jean-Claude Hallais   | Mme G. Dreux           | Virstly Gédé       | Vip Tilly          | 1'16"5 |
| 1990  | Ursulo de Crouay   | Mivus              | Joël Hallais           | Joël Hallais          | M. Lemoine             | Ultra Ducal        | Ukir de Jemma      | 1'17"  |
| 1989  | Ténor de Baune     | Le Loir            | Jean-Baptiste Bossuet  | Jean-Baptiste Bossuet | Jean-Baptiste Bossuet  | Tango Barbés       | Tarif du Bois      | 1'16"5 |
| 1988  | Sancho Pança       | Chambon P          | Joël Hallais           | Joël Hallais          | Éric Beyersdorf        | Sabre d'Avril      | Swing              | 1'16"8 |
| 1987  | Ruanito d'Arc      | Dianthus           | Ulf Nordin             | Ulf Nordin            | D. Paillot             | Rainbow Runner     | Renoso             | 1'16"5 |
| 1986  | Quadrophénio       | Dekeel             | Daniel Béthouart       | Daniel Béthouart      | Y. Airiaud             | Quito de Couronne  | Quito de Talonay   | 1'18"2 |
| 1985  | Passionnant        | Florestan          | Michel Roussel         | Michel Roussel        | A. Boutboul            | Potin d'Amour      | Pan de la Vaudère  | 1'18"5 |
| 1984  | Œillet du Corta    | Duc de Vrie        | Michel Roussel         | Jean-Lou Peupion      | S. Bohlin              | Olaf de Brion      | Oligo              | 1'18"7 |
| 1983  | Nodesso            | Quioco             | Bernard Bedeloup       | Stig Engberg          | Yvan Bernard           | Noble Atout        | Nevers             | 1'18"4 |
| 1982  | Marco Bonheur      | Buffet II          | Jean-Claude Hallais    | Jean-Pierre Viel      | Albert Viel            | Mon Tourbillon     | Malouin            | 1'18"5 |
| 1981  | Lançon             | Tolédo II          | Ali Hawas              | Ali Hawas             | Mme Sabban             | Lapito             | Lutin d'Isigny     | 1'19"4 |
| 1980  | Kapulco            | Ruy Blas IV        | Jean Lesne             | J.-M. Lesne           | J.-M. Lesne            | Képi Vert          | Katinka            | 1'19"6 |
| 1979  | Jorky              | Kerjacques         | Léopold Verroken       | Léopold Verroken      | Bernard Billard        | Jacob du Chignon   | Jamborée           | 1'20"8 |
| 1978  | Idéal du Gazeau    | Alexis III         | Eugène Lefèvre         | Eugène Lefèvre        | Pierre-Jean Morin      | Ianthin            | Idéal du Maine     | 1'20"9 |
| 1977  | Hadol du Vivier    | Mitsouko           | Jean-René Gougeon      | Gérard Mascle         | Henri Levesque         | Hadol              | Hélios des Bois    | 1'20"8 |
| 1976  | Gars de Fontaine   | Volnay II          | P. Levasseur           | P. Levasseur          | P. Levasseur           | Gorel              | Gadamès            | 1'20"8 |
| 1975  | Fakir du Vivier    | Sabi Pas           | M.M. Gougeon           | P.D. Allaire          | P.D. Allaire           | Féroé              | Feinte             | 1'20"8 |
| 1974  | Espoir de Sée      | Uccello B          | Alain Houssin          | R. Houssin            | R. Duval               | Esquirol           | Équiléo            | 1'20"7 |
| 1973  | Dor                | Harold D III       | Jean Mary              | Jean Riaud            | L. Olry-Roederer       | Duo de Pampa       | Doux Péché         | 1'18"2 |
| 1972  | Casdar             | Mitsouko           | Jean-Claude Hallais    | J.-P. Faucon          | Mme P. Faucon          | Cotentin           | Chabichou          | 1'19"1 |
| 1971  | Beau Rivage        | Obervi             | Gérard Mascle          | Y. Mottier            | Mme G. Mascle          | Buffet II          | Bill D             | 1'18"8 |
| 1970  | Arménie            | Osembe             | R. Aveline             | R. Aveline            | R. Aveline             | Amyot              | Agrippa            | 1'19"2 |
| 1969  | Vaccarès II        | Horus L            | Henri Levesque         | Henri Levesque        | Henri Levesque         | Vat                | Volnay II          | 1'19"  |
| 1968  | Upsalin            | Écusson            | Henri Levesque         | Henri Levesque        | Henri Levesque         | Une de Mai         | Uti Rogas II       | 1'21"2 |
| 1967  | Toscan             | Kerjacques         | Michel-Marcel Gougeon  | Jean-René Gougeon     | Pierre de Montesson    | Tony M             | Tahitienne         | 1'20"6 |
| 1966  | Sans Atout II      | Vermont            | Henri Levesque         | Henri Levesque        | Henri Levesque         | Suspense II        | Son Idylle P       | 1'22"1 |
| 1965  | Roquépine          | Atus II            | Henri Levesque         | Henri Levesque        | Henri Levesque         | Robert P           | Rex Grandchamp     | 1'22"5 |
| 1964  | Quioco             | Vermont            | Michel-Marcel Gougeon  |                       | Guillaume de Bellaigue | Quéronville        | Quérido II         | 1'22"  |
| 1963  | Pont l'Évêque      | Écusson            | Marcel Perlbarg        |                       | Haras de Belle Croix   | Pluvier III        | Ponant             | 1'21"3 |
| 1962  | Osembe             | Quiriga II         | R. Aveline             |                       | R. Aveline             | Olten L            | Ourfa              | 1'21"  |
| 1961  | Nautilus G         | Dubonnet           | M. Manfredi            |                       | Écurie Magli           | Niky des Étangs    | Nystag             | 1'21"5 |
| 1960  | Mick d'Angérieux   | Éphédra            | Ed. Berger             |                       | S. Berger              | Molène             | Masina             | 1'21"9 |
| 1959  | Liebelei           | Volontaire         | Louis Melette          |                       | Louis Melette          | L'Élope            | Luiz II            | 1'23"1 |
| 1958  | Kimono Royal       | Tigre Royal        | Charley Mills          |                       | M. Powels              | Kopélo             | Karolyne           | 1'21"8 |
| 1957  | Jamin              | Abner              | Jean Riaud             |                       | Mme C. Olry-Roederer   | Joli Veinard D     | Jokai              | 1'21"9 |
| 1956  | Idumée             | Atus II            | Roger Céran-Maillard   |                       | Roger Céran-Maillard   | Index              | Infante II         | 1'22"8 |
| 1955  | Hortansia VII      | Abner              | A. Deheegher           |                       | M. Andrieux            | Hatik              | Héli Volo          | 1'22"7 |
| 1954  | Gélinotte          | Kairos             | Charley Mills          |                       | Mme Simone Karle       | Goëland            | Gamin des Touches  | 1'23"  |
| 1953  | Foreign Office     | Kairos             | Marcel Perlbarg        |                       | M. Bauer               | Fandango           | Fine Perle         | 1'23"7 |
| 1952  | Élope              | Quel Veinard       | Charley Mills          |                       | M. Michel              | Éboué Wilkes       | Euripide           | 1'25"  |
| 1951  | Dumbéa II          | Kade D             | Raoul-Charles Simonard |                       | A. Dauphin             | Débrouillarde B    | Dona Maria         | 1'23"9 |
| 1950  | Chambon            | Quiproquo II       | Charley Mills          |                       | R. Michet              | Christiana         | Caballero III      | 1'23"1 |

## Sources, notes et références

### Sources
- Pour les conditions de course et les dernières années du palmarès : site du Cheval français : résultats officiels
- Pour les courses plus anciennes :
  - site trot.courses-france.com - Critérium des 4 ans (1980-2008)
  - site trot.courses-france.com - Critérium des 4 ans (1950-1979)
  - site du Cheval français : rechercher un prix